# Беттини, Алессандро
Алессандро Беттини (итал. Alessandro Bettini; 20 июля 1821, Трекате — 24 апреля 1865, Рим) — итальянский оперный певец (тенор). Старший брат Джеремии Беттини.
Братьев часто путают, в ряде случаев достоверно неизвестно, кто из двоих пел на данной сцене — отчасти в связи с тем, что в большинстве источников XIX века, включая афиши и рецензии, фамилии исполнителей приводятся без имён. Считается, что Алессандро тяготел к более лирическому репертуару — операм Вольфганга Амадея Моцарта, Гаэтано Доницетти и Джоаккино Россини; его коронной партией был граф Альмавива в «Севильском цирюльнике», — тогда как Беттини-младший склонялся в большей степени к героическим партиям, особенно в операх Джузеппе Верди.
Алессандро Беттини пел на различных итальянских сценах, а c начала 1860-х гг. — едва ли не в большей степени на сценах Великобритании, в том числе в 1866-1874 гг. в Ковент-Гардене. В Лондоне он в 1863 г. женился на певице Селии Требелли, с которой они часто выступали вместе; в частности, в 1870 г. Требелли и Беттини выступили в британской премьере «Миньоны» Амбруаза Тома. Беттини и Требелли вместе гастролировали в США. В 1869 г. Беттини выступал в Санкт-Петербурге, в том числе принял участие в премьере оперы Фабио Кампана «Эсмеральда».
Дочь Требелли и Беттини Антуанетта также стала оперной певицей и выступала под псевдонимом Антония Долорес.